# Puugutaa
Puugutaa är en ö i Grönland (Kungariket Danmark).   Den ligger i kommunen Qaasuitsup, i den västra delen av Grönland, 1 000 km norr om huvudstaden Nuuk. Arean är 71 kvadratkilometer.
Terrängen på Puugutaa är kuperad. Öns högsta punkt är 814 meter över havet. Den sträcker sig 10,6 kilometer i nord-sydlig riktning, och 11,1 kilometer i öst-västlig riktning.  Trakten runt Puugutaa består i huvudsak av gräsmarker.